# اکویگنی
اکویگنی (به فرانسوی: Acquigny) یک کمون در فرانسه است که در Canton of Louviers-Sud واقع شده‌است.

## خصوصیات
اکویگنی ۱۷٫۸۳ کیلومترمربع مساحت و ۱٬۶۱۱ نفر جمعیت دارد و ۱۹ متر بالاتر از سطح دریا واقع شده‌است.